# Afromecopoda
Afromecopoda är ett släkte av insekter. Afromecopoda ingår i familjen vårtbitare.
Kladogram enligt Catalogue of Life:
| Afromecopoda | \| \| Afromecopoda austera \| \| \| \| \| \| Afromecopoda frontalis \| \| \| \| \| \| Afromecopoda preussiana \| \| \| \| |
|              | \| \| Afromecopoda austera \| \| \| \| \| \| Afromecopoda frontalis \| \| \| \| \| \| Afromecopoda preussiana \| \| \| \| |
|              | Afromecopoda austera |
|              | |
|              | Afromecopoda frontalis |
|              | |
|              | Afromecopoda preussiana                                                                                                   |
|              | |